# Salminen-féle nyenyec átírás
A Salminen-féle nyenyec átírás Tapani Salminen alkotása a nyenyec nyelv szavainak leírására. Az átírás a kilencvenes évek elején született. Salminen célja egy olyan átírás megalkotása volt, melynek segítségével a nyenyec adatok könnyen gépelhetőek a skandináv billentyűzeteken, és a vele alkotott szövege e-mailben is könnyen továbbíthatók.  

## Alapelvek
Mivel Salminen a lehető legnagyobb mértékben el kívánta kerülni a mellékjelek használatát, az egyébként igen gyakori nyenyec palatalizációt y-nal jelölte (az ötletet természetesen a magyar helyesírás adta). Kettős betűvel jelöli a veláris nazálist is: ng. A gégezárhangnak két jele van: a q a nem nazálisokkal, a h a nazálisokkal váltakozó gégezárhang jele. A mássalhangzót jelölők közül az egyedüli mellékjeles betű a [j]-t jelölő ÿ, de ez csak akkor használatos, ha mássalhangzó után áll, egyébként egyszerűen y írandó helyette. A magánhangzók közül mellékjeles az í és az ú, melyek feszített (egyébként hosszabban ejtett) magánhangzókat jelölnek.

## Fonémajelölés
| Nazális             |  | m | my | n | ny | ng |      |
| Zöngétlen zárhang   |  | p | py | t | ty | k  | q, h |
| Zöngés zárhang      |  | b | by | d | dy |    |      |
| Zöngétlen affrikáta |  |   |    | c | cy |    |      |
| Zöngés affrikáta    |  |   |    | j | jy |    |      |
| Frikatívák          |  |   |    | c | cy | x  |      |
| Félhangzók          |  | w |    |   | ÿ  |    |      |
| Laterálisok         |  |   |    | l | ly |    |      |
| Tremulánsok         |  |   |    | r | ry |    |      |

| Svá | Redukált | Palatális | Centrális | Veláris | Feszített pal. | Feszített centr. | Feszített vel. |
|     |          | i         |           | u       | í              |                  | ú              |
|     |          | e         |           | o       |                |                  |                |
| ˚   | ø        |           | a         |         |                | æ                |                |

A redukált ez esetben egy ə, a svának nevezett fonéma viszont hol a redukálthoz hasonlóan realizálódik, hol meg nem realizálódik.